# Quinta das Flores
Quinta das Flores ist eine winzige Siedlung (aldeia) im Hinterland des Distrikts Mé-Zóchi auf der Insel São Tomé im Inselstaat São Tomé und Príncipe.

## Geographie
Der Ort liegt auf einer Höhe von ca. 600 m, oberhalb und westlich von Milagrosa.